# Maurice Toga
Maurice Toga, né le 22 mars 1927 à Marseille et mort dans cette même ville le 2 août 1989, est un homme politique français.

## Biographie
Il est considéré comme le « père » politique de Renaud Muselier.
En 1989, il préside l'université d'Aix-Marseille II.
L'amphithéâtre de la faculté de médecine de Marseille porte son nom.
Il est cousin de Solange Biaggi.

## Mandats électifs
- Député des Bouches-du-Rhône (1986-1988)

## Ouvrages
Tumeurs du système nerveux, ultrastructure, laboratoire de neuropathologie